# Banana Pi
Banana Pi és una família d'ordinador monoplaca o SBC (acrònim en anglès de Single-Board Computer) de baix cost i de la mida d'una targeta de crèdit desenvolupat a la Xina per l'empresa Shenzhen SINOVOIP Co.,Ltd. L'objectiu de Banana Pi és estimular l'ensenyança de les ciències de la computació, per exemple amb el llenguatge Scratch. El disseny del maquinari està influenciat per altres SBC com Raspberry Pi. El programari de Banana Pi és compatible amb els circuits Raspberry Pi i poden corre els sistemes operatius NetBSD, Android, Ubuntu, Debian, Arch Linux i Raspbian. Els circuits Banana Pi són de codi obert (tant el programari com el maquinari) i tenen els webs bananapi.org and banana-pi.org.

## Sistemes operatius disponibles
A data d'octubre del 2017 :
| Nom                                                  | Versió      | Kernel Linux |
| ---------------------------------------------------- | ----------- | ------------ |
| Android                                              | 4.2.2 & 4.4 | 3.4.39+      |
| Archlinux                                            | 3.4.103     | 3.4.103      |
| Bananian Linux Arxivat 2014-08-22 a Wayback Machine. | Debian      | 3.4.111      |
| CentOS 7                                             | 1511        |              |
| Fedora                                               |             | 3.4.103      |
| Kali Linux                                           |             | 3.4.103      |
| Kano                                                 |             | 3.4.103      |
| Lubuntu                                              |             | 3.4.103      |
| NetBSD                                               | 7.0         |              |
| nOS                                                  |             | 3.4.103      |
| OpenMediaVault                                       |             |              |
| OpenWrt                                              |             |              |
| openSUSE                                             | v1412       | 3.4.103      |
| Raspbian                                             |             | 3.4.103      |
| ROKOS                                                |             | 3.4.103      |
| Scratch                                              |             | 3.4.103      |

## Especificacions tècniques
| Model de Banana PI | Data | CPU                                                               | GPU                                                                                        | Memòria      | Xarxa                                      | Vídeo entrada                | Vídeo sortida                                               | Áudio entrada     | Alimentació                     | USB                 | GPIO                                                         | LED              | Disc dur | Sistemes operatius                                             |
| ------------------ | ---- | ----------------------------------------------------------------- | ------------------------------------------------------------------------------------------ | ------------ | ------------------------------------------ | ---------------------------- | ----------------------------------------------------------- | ----------------- | ------------------------------- | ------------------- | ------------------------------------------------------------ | ---------------- | -------- | -------------------------------------------------------------- |
| M1                 | 2014 | ARM Cortex-A7 Dual-core (ARMv7-A) 1 GHz                           | ARM Mali 400 MP2; Complies amb OpenGL ES 2.0/1.1                                           | 1GB DDR3     | 10/100/1000 Ethernet                       | CSI per a càmera             | HDMI, CVBS, LVDS/RGB                                        | Jack 3.5mm i HDMI | 5 volts DC via Micro USB o GPIO | 2 (directes de CPU) | GPIO, UART, I2C BUS, SPI BUS,, CAN bus, ADC, PWM, +3.3V, +5V | 1 (on)           | SATA 2.0 | Android, Lubuntu, Ubuntu, Debian, Raspbian                     |
| M1+                | 2015 | ARM Cortex-A7 Dual-core (ARMv7-A) 1 GHz                           | ARM Mali 400 MP2; Complies amb OpenGL ES 2.0/1.1                                           | 1GB DDR3     | 10/100/1000 Ethernet, WiFi                 | CSI per a càmera             | HDMI, CVBS, LVDS/RGB                                        | Jack 3.5mm i HDMI | 5 volts DC via Micro USB        | 2 (directes de CPU) | GPIO, UART, I2C BUS, SPI BUS,, CAN bus, ADC, PWM, +3.3V, +5V | 1 (on)           | SATA 2.0 | Android 4.4, Android 4.2, Raspbian, Lubuntu, Open Suse, Debian |
| M2                 | 2015 | ARM Cortex-A7 Quad-core (ARMv7-A) 1 GHz                           | PowerVR SGX544MP2 Comply amb OpenGL ES 2.0 OpenCL 1x,DX9_3                                 | 1GB DDR3     | 10/100/1000 Ethernet, WiFi                 | CSI per a càmera             | HDMI, CVBS, LVDS/RGB                                        | Jack 3.5mm i HDMI | 5 volts DC via Micro USB        | 4                   | GPIO, UART, I2C BUS, SPI BUS,, CAN bus, ADC, PWM, +3.3V, +5V | 1 (on)           | no       | Android, Linux etc.                                            |
| M2+                | 2016 | ARM Cortex-A7 Quad-core (ARMv7-A) 1 GHz (Cache: 256kB L1, 1MB L2) | Mali400MP2 GPU @600 MHz, amb OpenGL ES 2.0                                                 | 1GB DDR3     | 10/100/1000 Ethernet, WiFi (SD)            | CSI per a càmera (NTSC, PAL) | HDMI (HDCP, CVBS)                                           | HDMI              | Jack DC                         | 2 (HOST) 1 (OTG)    | connector 40 Pins,compatible amb Raspberry Pi B+             | 2 (on i estatus) | no       | Android, Ubuntu, Debian, Raspberry Pi                          |
| M2 Ultra           | 2016 | ARM Cortex-A7 Quad-core (ARMv7-A) 2 GHz                           | dual-core MALI-400 MP2 500 MHz, amb OpenGL ES 2.0, hardware-accelerated OpenVG             | 2GB LPDDR3   | 10/100/1000 Ethernet, WiFi Bluetooth BT4.0 | CSI per a càmera             | HDMI 1.4 (Type A Full), MIPI Display Serial Interface (DSI) | Micròfon          | 5 volts DC via Micro USB        | 2 (HOST) 1 (OTG)    | GPIO (x28) (+5V, +3.3V). UART, I2C, SPI o PWM                | 2 (on i estatus) | SATA     | Android, Ubuntu, Debian, Raspberry Pi Image                    |
| M2 Ultra           | 2016 | ARM Cortex-A7 Quad-core (ARMv7-A) 2 GHz                           | dual-core MALI-400 MP2 and runs at 500 MHz, amb OpenGL ES 2.0, hardware-accelerated OpenVG | 2GB LPDDR3   | 10/100/1000 Ethernet, WiFi Bluetooth BT4.0 | CSI per a càmera             | HDMI 1.4 (Type A Full), MIPI Display Serial Interface (DSI) | Micròfon          | 5 volts DC via Micro USB        | 2 (HOST) 1 (OTG)    | GPIO (x28) (+5V, +3.3V). UART, I2C, SPI o PWM                | 2 (on i estatus) | SATA     | Android i Linux                                                |
| M2 Magic           | 2017 | ARM Cortex-A7 Quad-core (ARMv7-A) 2 GHz                           | PowerVR SGX544MP1 Comply with OpenGL ES 2.0 OpenCL 1x, DX9_3                               | 512MB LPDDR3 | WiFi Bluetooth BT4.0                       | CSI per a càmera             | MIPI Display Serial Interface (DSI)                         | Micròfon          | 5 volts DC via Micro USB        | 2 (HOST) 1 (OTG)    | GPIO (x28) (+5V, +3.3V). UART, I2C, SPI o PWM                | 2 (on i estatus) | no       | Android i Linux                                                |
| M2 Berry           | 2017 | Octa-core (ARMv7-A) 1.2 GHz                                       | Dual core Mali 400 MP2 GPU                                                                 | 1GB DDR3     | 10/100/1000 Ethernet, WiFi Bluetooth BT4.0 | CSI per a càmera             | HDMI 1.4 (Type A Full), MIPI Display Serial Interface (DSI) | Micròfon          | 5 volts DC via Micro USB        | 4 (HOST) 1 (OTG)    | GPIO (x28) (+5V, +3.3V). UART, I2C, SPI o PWM                | 2 (on i estatus) | no       | Android i Linux                                                |
| M3                 | 2017 | Allwinner 64 Bit Quad Core ARM Cortex A53 1.2 GHz CPU             | Dual core Mali 400 MP2 GPU                                                                 | 2GB LPDDR3   | 10/100/1000 Ethernet, WiFi Bluetooth BT4.0 | CSI per a càmera             | 2K HDMI                                                     | Micròfon          | 5 volts DC via Micro USB        | 2 (HOST) 1 (OTG)    | GPIO (x28) (+5V, +3.3V). UART, I2C, SPI o PWM                | 2 (on i estatus) | no       | Android i Linux                                                |
| Zero               | 2017 | Quad Core ARM Cortex A7 CPU H2+                                   | MALI-400 MP2                                                                               | 512MB DDR3   | WiFi (AP6212) & Bluetooth                  | CSI per a càmera             | Mini HDMI                                                   | no                | 5 volts DC via Micro USB        | 1 (HOST) 1 (OTG)    | GPIO (x28) (+5V, +3.3V). UART, I2C, SPI o PWM                | 2 (on i estatus) | no       | Android i Linux                                                |